# Viadotto Salinello
Die Ponte del Salinello ist eine Talbrücke im Zuge der Autostrada A14 zwischen den Anschlussstellen Val Vibrata und Teramo-Giulianova-Mosciano Sant’Angelo in der Provinz Teramo in der italienischen Region Abruzzen. Sie befindet sich im Gemeindegebiet von Tortoreto und Mosciano Sant’Angelo und überquert das Salinello-Tal.
Am höchsten Punkt hat sie eine Höhe von ungefähr 130 Metern und wird aufgrund der Höhe auch als il ponte dei suicidi bezeichnet, da sich in den letzten Jahren auf ihr mehr als fünfzig Personen das Leben nahmen. Sie ist aktuell die höchste Brücke in der Region Abruzzen und in Italien auf Platz 30.